# Langenneufnach
Langenneufnach är en kommun och ort i Landkreis Augsburg i Regierungsbezirk Schwaben i förbundslandet Bayern i Tyskland.
Kommunen ingår i kommunalförbundet Stauden tillsammans med kommunerna Mickhausen, Mittelneufnach, Scherstetten och Walkertshofen.